# Ледебур, Карл фон (биограф)
Барон Карл Фридрих Генрих Вильгельм Филипп Юстус фон Ледебур (нем. Carl Friedrich Heinrich Wilhelm Philipp Justus Freiherr von Ledebur; 20 апреля 1806, Шильдеше, ныне в составе Билефельда — 25 октября 1872, Штольп) — немецкий офицер, автор биографического словаря берлинских музыкантов. Брат историка и генеалога Леопольда фон Ледебура, отец театрального деятеля Карла фон Ледебура.
Бо́льшую часть жизни служил в кавалерийских войсках, но в 1852 г. после неудачного падения с лошади был вынужден выйти в отставку. Посвятил себя изысканиям по истории Берлина и особенно берлинской культуры. Наиболее известный его труд — «Словарь берлинских музыкантов с древнейших времён до настоящего времени» (нем. Tonkünstler-Lexicon Berlin’s von den ältesten Zeiten bis auf die Gegenwart; 1861); музыкальный словарь Гуго Римана отзывается об этой работе как о сделанной с большой тщательностью.
В 1868 г. назначен, в чине майора, комендантом Дома инвалидов Второго армейского корпуса прусской армии в Штольпе (ныне Слупск), занимал эту должность до конца жизни. Посмертно опубликован его двухтомный труд «Король Фридрих I Прусский. К истории его двора, а также науки, искусства и государственного управления того времени» (нем. König Friedrich I. von Preußen. Beiträge zur Geschichte seines Hofes, sowie der Wissenschaften, Künste und Staatsverwaltung jener Zeit; 1878—1884).